# Cattedrali in Finlandia
Questa è una lista delle cattedrali in Finlandia.

## Cattedrali luterane (Chiesa di Finlandia)
| Cattedrale                                                | Arcidiocesi o Diocesi | Località   | Dedicazione                  | Immagine |
| --------------------------------------------------------- | --------------------- | ---------- | ---------------------------- | -------- |
| Cattedrale di Espoo Espoon tuomiokirkko                   | Diocesi di Espoo      | Espoo      | San Matteo                   |          |
| Cattedrale di Helsinki Helsingin tuomiokirkko, Suurkirkko | Diocesi di Helsinki   | Helsinki   | San Nicola                   |          |
| Cattedrale di Kuopio Kuopion tuomiokirkko                 | Diocesi di Kuopio     | Kuopio     |                              |          |
| Cattedrale di Lapua Lapuan tuomiokirkko                   | Diocesi di Lapua      | Lapua      |                              |          |
| Cattedrale di Mikkeli Mikkelin tuomiokirkko               | Diocesi di Mikkeli    | Mikkeli    |                              |          |
| Cattedrale di Savonlinna Savonlinnan tuomiokirkko         | Diocesi di Mikkeli    | Savonlinna |                              |          |
| Cattedrale di Oulu Oulun tuomiokirkko                     | Diocesi di Oulu       | Oulu       | Sofia Maddalena di Danimarca |          |
| Cattedrale di Porvoo Porvoon tuomiokirkko                 | Diocesi di Borgå      | Porvoo     | Vergine Maria                |          |
| Cattedrale di Tampere Tampereen tuomiokirkko              | Diocesi di Tampere    | Tampere    | San Giovanni                 |          |
| Cattedrale di Turku Turun tuomiokirkko                    | Arcidiocesi di Turku  | Turku      | Vergine Maria e Sant’Enrico  |          |

## Cattedrali ortodosse (Chiesa ortodossa finlandese)
| Cattedrale                                                          | Arcidiocesi o Diocesi | Località | Dedicazione   | Immagine |
| ------------------------------------------------------------------- | --------------------- | -------- | ------------- | -------- |
| Cattedrale Uspenski Uspenskin katedraali                            | Diocesi di Helsinki   | Helsinki | Vergine Maria |          |
| Cattedrale della Santissima Trinità Pyhän Kolminaisuuden katedraali | Diocesi di Oulu       | Oulu     | Trinità       |          |
| Cattedrale di San Nicola Pyhän Nikolaoksen katedraali               | Diocesi di Kuopio     | Kuopio   | San Nicola    |          |

## Cattedrali cattoliche
| Cattedrale                                          | Diocesi             | Città    | Dedicazione | Immagine |
| --------------------------------------------------- | ------------------- | -------- | ----------- | -------- |
| Cattedrale di Sant'Enrico Pyhän Henrikin katedraali | Diocesi di Helsinki | Helsinki | Sant'Enrico |          |